# Eishockey-Regionalliga 1974/75
In der Saison 1974/75 wurde die Eishockey-Regionalliga in zwei Gruppen Nord und Süd ausgespielt. Sie bildete die vierthöchste Spielklasse in Westdeutschland. Meister wurde der DEC Frillensee Inzell, der wie der RSC Bremerhaven in die Oberliga aufstieg.
Im Vorjahr war, wegen der Einführung der 2. Eishockey-Bundesliga und des Aufrückens fast aller Regionalligavereine in die Oberliga, nur eine Nord-Gruppe ausgespielt worden. Die Gruppe Süd wurde zur Saison 1974/75 neu gebildet.

## Modus
Beide Gruppen spielten eine Einfachrunde aus. Die Sieger beider Gruppen spielten den Deutschen Regionalligameister aus (Hin- und Rückspiel) und qualifizierten sich für die Oberliga 1975/76. Der Letzte der Regionalliga Süd stieg ab. Aus der Regionalliga Nord gab es keinen Absteiger, da sie in der Folgesaison in eine Gruppe Nord und eine Gruppe West aufgeteilt wurde. Alle Spiele wurden nach der 2-Punkte-Regel gewertet.

## Regionalliga Nord

### Teilnehmer
- VERC Lauterbach (Absteiger)
- ERC Ludwigshafen (Absteiger)
- HTSV Bremen
- EG Oberharz
- Altonaer SV 1893
- RSC Bremerhaven (Aufsteiger)
- WSV Braunlage (Aufsteiger)

Lauterbach und Ludwigshafen hatten sich freiwillig aus der drittklassigen Oberliga zurückgezogen.

### Tabelle
|    | Mannschaft           | Sp  | S | U | N  | Tore   | Diff. | Pkte |
| -- | -------------------- | --- | - | - | -- | ------ | ----- | ---- |
| 1. | VERC Lauterbach (A)  | 101 | 9 | 1 | 0  | 87:27  | +60   | 19   |
| 2. | ERC Ludwigshafen (A) | 12  | 8 | 1 | 3  | 110:43 | +67   | 17   |
| 3. | RSC Bremerhaven (N)  | 12  | 8 | 0 | 4  | 78:33  | +45   | 16   |
| 4. | WSV Braunlage (N)    | 12  | 5 | 1 | 6  | 55:82  | −27   | 11   |
| 5. | Altonaer SV          | 12  | 4 | 1 | 7  | 53:57  | −4    | 9    |
| 6. | HTSV Bremen          | 101 | 1 | 1 | 8  | 40:105 | −65   | 3    |
| 7. | EG Oberharz          | 12  | 1 | 1 | 10 | 37:104 | −67   | 3    |

Abkürzungen: Sp = Spiele, S = Siege, U = Unentschieden, N = Niederlagen, (N) = Neuling/Aufsteiger, (A) = Absteiger
Aufsteiger in die Oberliga, Teilnehmer RL-Meisterschaft
1 Beide Spiele wurden nicht ausgetragen.
Lauterbach und Ludwigshafen verzichteten auf den Aufstieg, somit durfte Aufsteiger Bremerhaven in die drittklassige Oberliga durchmarschieren und um die Regionalliga-Meisterschaft gegen den Meister der Gruppe Süd antreten.

## Regionalliga Süd

### Teilnehmer
Die neugeschaffene Gruppe Süd wurde gebildet aus folgenden Teams:
- zwei Absteiger aus der Oberliga Süd
- DEC Frillensee Inzell
- EC Holzkirchen

- die vier ersten der Bayernliga 1973/74
- ERC Sonthofen
- EC Oberstdorf
- TSV Schliersee
- EV Berchtesgaden

- der Meister der Bayerischen Landesliga 1973/74
- TuS Geretsried

- sowie einer Mannschaft aus Baden-Württemberg
- Schwenninger ERC

### Tabelle
|    | Mannschaft                | Sp | S  | U | N  | Tore  | Diff. | Pkte |
| -- | ------------------------- | -- | -- | - | -- | ----- | ----- | ---- |
| 1. | DEC Frillensee Inzell (A) | 14 | 12 | 2 | 0  | 98:48 | +50   | 26   |
| 2. | ERC Sonthofen (N)         | 14 | 9  | 1 | 3  | 83:49 | +34   | 19   |
| 3. | EC Oberstdorf (N)         | 14 | 6  | 2 | 6  | 78:70 | +8    | 14   |
| 4. | Schwenninger ERC (N)      | 14 | 5  | 2 | 6  | 89:82 | −7    | 12   |
| 5. | TuS Geretsried (N)        | 14 | 5  | 1 | 8  | 58:60 | −2    | 11   |
| 6. | EC Holzkirchen (A)        | 14 | 4  | 2 | 6  | 50:63 | −13   | 10   |
| 7. | TSV Schliersee (N)        | 14 | 4  | 1 | 9  | 45:87 | −42   | 9    |
| 8. | EV Berchtesgaden (N)      | 14 | 3  | 1 | 10 | 56:98 | −42   | 7    |

Abkürzungen: Sp = Spiele, S = Siege, U = Unentschieden, N = Niederlagen, (N) = Neuling/Aufsteiger, (A) = Absteiger
Aufsteiger in die Oberliga, Teilnehmer RL-Meisterschaft, Absteiger in die Bayernliga
Der DEC Frillensee Inzell durfte als Sieger der Regionalliga Süd um die Regionalliga-Meisterschaft gegen den Nord-Vertreter spielen. Der EV Berchtesgaden stieg in die Bayernliga ab.

## Regionalligameisterschaft
| Paarung                                 | Gesamt | Hinspiel | Rückspiel |
| --------------------------------------- | ------ | -------- | --------- |
| DEC Frillensee Inzell - RSC Bremerhaven | 16-4   | 4:3      | 12:1      |

Der DEC Frillensee Inzell feierte somit seine erste – und bis heute einzige – Regionalliga-Meisterschaft.